# John O’Brien-Docker

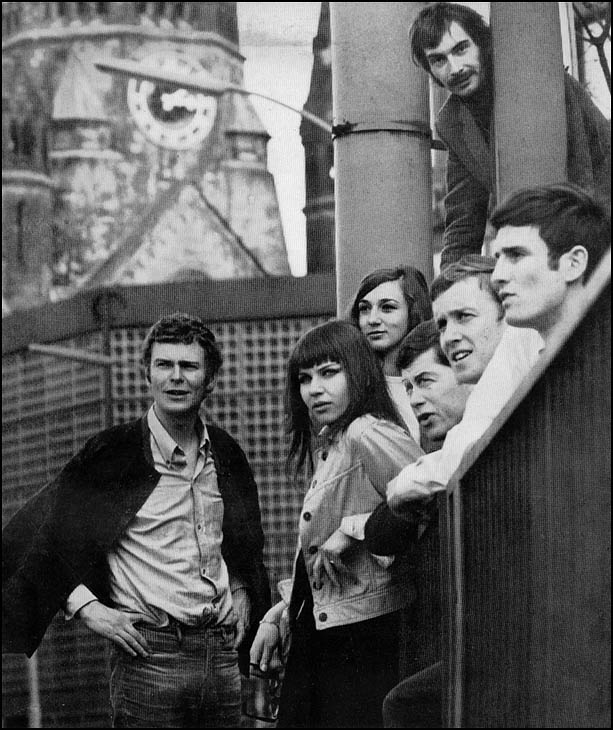
„Die City Preachers“ 1968 in Berlin. Unten von links nach rechts: John O’Brien-Docker, Inga Rumpf, Sibylle Kynast, Bobby Joachim Bobzien, Sepp Plecher, Noldi. Oben: Götz Humpf.

John O’Brien-Docker (* 25. Dezember 1938 in London; † 3. August 2017 in Hamburg) war ein britisch-deutscher Musiker, Songwriter, Arrangeur, Verleger und Bandleader.

## Leben
John O’Brien-Docker, Sohn von Ada Coules und des Uhrmachers Robert O’Brien-Docker, wuchs in London auf. Nach seiner Schulzeit arbeitete er dort als Bankangestellter. Mitte der 1960er Jahre wanderte er in die Bundesrepublik Deutschland aus und gründete 1965 in Hamburg die Folk-Rock-Gruppe Die City Preachers, die als erste deutsche Folk-Rock-Gruppe gelten, und aus der später namhafte Musiker hervorgingen.
Nach der Auflösung der City Preachers Mitte der 1970er Jahre arbeitete O’Brien-Docker vorwiegend als Arrangeur, unter anderem für den Musikproduzenten Rolf Zuckowski. Mit seinen von englisch-irischer Folkmusic inspirierten Arrangements sorgte er für das Klangbild von Rolf und seine Freunde und der Finkwarder Speeldeel. Er arrangierte neben anderen für die Liedermacher Knut Kiesewetter, Fiede Kay und Volker Lechtenbrink. Er war auch als Studiomusiker (Gitarre) tätig.
John O’Brien-Docker war ab 1969 verheiratet mit Robin Luthe, hatte zwei Kinder (Joanna und Ian) und wohnte in Hamburg-Blankenese. Der Pop-Rock-Musiker Ian O’Brien-Docker (* 1977) ist sein Sohn.
O’Brien-Docker starb nach langer Krankheit im Alter von 78 Jahren.

## Diskografie (Alben)
- 1965: Folklore (Teldec), mit den City Preachers
- 1966: Die City Preachers (Decca), mit den City Preachers
- 1966: Warum? (Philips), mit den City Preachers
- 1966:  Gypsy Swing, Columbia – SMC 74 182, mit Jacques Montagne, Helmut Weglinski, Sibylle Kynast, Stuff Combe, Johnny Fischer und Bob O’Brien von The Casuals
- 1967: Cool Water – Internationale Folk Hits (Decca), mit den City Preachers
- 1967: Maikäfer Flieg (Mein Vater War Im Krieg), Electrola – SME 74125, mit Marianne Therstappen als John & Marianne
- 1968: Der Kürbis, die Traumtänzer und das Transportproblem (Decca), mit den City Preachers
- 1971: Back to the City (Hörzu/Metronome), mit den City Preachers
- 1971: The Man Of Tomorrow BASF – CRA 118
- 1982: Inga Rumpf and the City Preachers (Teldec), mit den City Preachers
- 1998: Folklore (CD, Teldec), mit den City Preachers